# Saccharum bengalense
Saccharum bengalense, alternativamente Saccharum bengalensis, con los nombres comunes de caña dulce, caña de baruwa o  hierba de baruwa, es una planta del género Saccharum nativa del norte de la India, Afganistán, Pakistán e Irán.
Su área de distribución nativa primaria es India del noreste, particularmente en Assam dentro de las praderas de Terai-Duar en las estribaciones del Himalaya.

## Descripción
Es una especie de bambú pequeño de tallo dulce, que crece de 60 a 90 cm de altura. La planta es de color rosa verdoso.
Es una fuente de alimento para animales como el rinoceronte indio y el jabalí enano.